# Brontino
Brontino (Grego: Βροντῖνος) de Metaponto foi um filósofo pitagórico que viveu no fim do século VI antes de Cristo. Alcméon ou Alcmeão de Crotona dedicou suas obras a Brontino, Leon e Batilo. É considerado pai da matemática Teano. Jâmblico cita Brontino no seus escritos.